# Isophyllastrea rigida
Isophyllastrea rigida là một loài san hô trong họ Mussidae. Loài này được Dana mô tả khoa học năm 1848.